# USS LST-78
O USS LST-78 foi um navio de guerra norte-americano da classe LST que operou durante a Segunda Guerra Mundial.